# Lilltjärnen (Haverö socken, Medelpad, 691834-148257)
Lilltjärnen är en sjö i Ånge kommun i Medelpad och ingår i Ljungans huvudavrinningsområde.